# John Lynch (sceneggiatore)
John Lynch (New York, 1870 – Los Angeles, 3 ottobre 1936) è stato uno sceneggiatore statunitense.

## Biografia
Nato a New York nel 1870, lavorò nel cinema come soggettista e sceneggiatore. Negli anni venti, fu anche direttore di produzione. Il suo nome appare per la prima volta come soggettista in un film del 1916 diretto da Walter Edwards, The Sin Ye Do in cui recita anche un giovane John Gilbert.
Lavorò in gran parte nel periodo del muto. Dopo un'assenza di qualche anno dal cinema alla fine degli anni venti, ritornò a lavorare saltuariamente negli anni trenta. In The Raven, che fu il suo ultimo film, collaborò non accreditato alla sceneggiatura.
Morì a Los Angeles il 3 ottobre 1936 all'età di sessantasei anni.

## Filmografia
La filmografia è completa

### Sceneggiatore
- The Sin Ye Do, regia di Walter Edwards - soggetto (1916)
- The Bride of Hate, regia di Walter Edwards - soggetto (1917)
- The Last of the Ingrams, regia di Walter Edwards - soggetto (1917)
- Passato sanguigno (Blood Will Tell), regia di Charles Miller - soggetto (1917)
- The Dark Road, regia di Charles Miller - soggetto (1917)
- Wild Winship's Widow, regia di Charles Miller - scenario (1917)
- Time Locks and Diamonds, regia di Walter Edwards - scenario (1917)
- A Strange Transgressor, regia di Reginald Barker - soggetto (1917)
- Idolators, regia di Walter Edwards - scenario (1917)
- Flying Colors, regia di Frank Borzage - sceneggiatura (1917)
- Fanatics, regia di Raymond Wells (1917)
- Green Eyes, regia di Roy William Neill - soggetto (1918)
- The Marriage Ring, regia di Fred Niblo - soggetto (1918)
- The Law of the North, regia di Irvin Willat - soggetto (1918)
- Quicksand, regia di Victor Schertzinger - soggetto (1918)
- Hard Boiled, regia di Victor Schertzinger - soggetto (1919)
- Todd of the Times, regia di Eliot Howe - storia (1919)
- Extravagance, regia di Victor Schertzinger - soggetto (1919)
- The Homebreaker, regia di Victor Schertzinger - soggetto (1919)
- The Law of Men, regia di Fred Niblo (1919)
- A Man's Country, regia di Henry Kolker (1919)
- The Market of Souls, regia di Joseph De Grasse (1919)
- L'apache, regia di Joseph De Grasse - adattamento (1919)
- Youthful Folly, regia di Alan Crosland (1920)
- The Figurehead, regia di Robert Ellis - soggetto (1920)
- Darling Mine, regia di Laurence Trimble (1920)
- Everybody's Sweetheart, regia di Alan Crosland e Laurence Trimble - soggetto e sceneggiatura (1920)
- Broadway and Home, regia di Alan Crosland (1920)
- Il segreto della segretaria (The Pleasure Seekers), regia di George Archainbaud (1920)
- Worlds Apart, regia di Alan Crosland (1921)
- Gilded Lies, regia di William P.S. Earle (1921)
- After Midnight, regia di Ralph Ince - soggetto (1921)
- L'uomo di pietra (The Man of Stone), regia di George Archainbaud (1921)
- Received Payment, regia di Charles Maigne (1922)
- The Prodigal Judge, regia di Edward José (1922)
- The Good Provider, regia di Frank Borzage (1922)
- The Valley of Silent Men, regia di Frank Borzage - soggetto (1922)
- The Face in the Fog, regia di Alan Crosland (1922)
- The Pride of Palomar, regia di Frank Borzage (1922)
- I nemici delle donne (film 1923) (Enemies of Women), regia di Alan Crosland - sceneggiatore (1923)
- The Go-Getter, regia di Edward H. Griffith - sceneggiatore (1923)
- L'onesta segretaria (Lawful Larceny), regia di Allan Dwan - sceneggiatore (1923)
- Broadway Broke, regia di J. Searle Dawley (1923)
- Kentucky Days, regia di David Selman (1923)
- The Masked Dancer, regia di Burton L. King (1924)
- Second Youth, regia di Albert Parker (1924)
- Miami, regia di Alan Crosland (1924)
- The Rejected Woman, regia di Albert Parker (1924)
- So This Is Marriage?, regia di Hobart Henley (1924)
- La granduchessa e il cameriere (The Grand Duchess and the Waiter), regia di Malcolm St. Clair (1926)
- La voce del sangue (Never the Twain Shall Meet), regia di W. S. Van Dyke - dialogo addizionale (1931)
- La rumba dell'amore (The Cuban Love Song), regia di W. S. Van Dyke - adattamento (1931)
- The Raven, regia di Lew Landers - collaboratore alla sceneggiatura, non accreditato (1935)

### Direttore di produzione (parziale)
- The Go-Getter, regia di E.H. Griffith (1923)
- Salome of the Tenements, regia di Sidney Olcott (1925)